# Монастир Високі Дечани
Монастир Високі Дечани (серб. Manastir Visoki Dečani) — головний православний монастир в частково визнаній республіці Косово. Розташований за 12 км на південь від міста Печ біля підніжжя гір Проклетьє, у західній частині Косова. Головний собор монастиря — найбільший середньовічний храм на Балканах, найбільший зі збережених зібрань візантійських фресок.

## Історія
Монастир заснував король Стефан Урош III у 1327 році. Грамота про заснування датована 1330 роком. У 1331 році король Стефан помер і похований у стінах монастиря, який з того часу перетворився на місце паломництва. Епітет «Дечанський» говорить про короля, як засновника монастиря. Будівництво продовжив його син Стефан Душан аж до 1335 року, а розпис стін завершено тільки до 1350 року.
Епоха реставрації Печської патріархії у другій половині XVI століття стає найсприятливішим періодом історії монастиря. У цей час і протягом XVII століття монастирська ризниця, бібліотека та інші монастирські будівлі поповнюються дорогоцінними реліквіями. Особливо важливою в цей період стає робота монастирських книжників, які переписували богослужбові та богословські книги. Під час «великого переселення сербів» і правління патріарха Арсенія III Чарноевіча монастир грабують турки. Настають важкі часи, коли монастир ледь зумів зберегти чисельність своєї чернечої братії.
Князь Милош Обренович будує допоміжну будівлю монастиря в 1836 році, а князь Олександр в 1849 році дарує монастирю мощі святого короля Стефана Дечанского. Протягом XIX століття оновлені всі монастирські будівлі.
Головний собор присвячений Спасу Всемогутнього (Пантократора) і складений з пурпурового, світло-жовтого та чорного мармуру. Роботу виконали будівельники під керівництвом францисканського ченця Віта з Котора. Він відрізняється від інших сербських храмів того часу своїми значними розмірами і помітними романськими рисами. Церква Пантократора має складну структуру. Поєднує риси базиліки і хрестово-купольного храму. Церква відрізняється стрункими, гармонійними пропорціями, багатством декоративного оздоблення (двоколірні ряди полірованого мармуру на фасадах, біломармурові рельєфи з соковитими візерунками).
В інтер'єрі церкви — близько 1000 зображень окремих святих, всі основні сюжети Нового Завіту, фрески з портретами царів з роду Неманічей (XIV ст.). У монастирській ризниці збереглися також твори сербського ювелірного мистецтва, близько 60 ікон XIV–XVII століття, є дерев'яний іконостас XIV століття, трон ігумена і різьблена гробниця короля Стефана III.
У 2004 році монастир був внесений до переліку об'єктів Всесвітньої Спадщини ЮНЕСКО. Фрески монастиря були охарактеризовані як «одні з найцінніших експонатів палеологовского ренесансу у візантійському образотворчому мистецтві» і «цінне відображення життя XIV століття». У 2006 році він був зарахований до переліку всесвітньої спадщини, що перебуває під загрозою, з причини можливих атак албанських бойовиків. Знаходиться під захистом KFOR.
30 березня 2007 року поруч з монастирем пролунав вибух. Єпископ Феодосій, настоятель монастиря, констатував, що вибух — наслідок мінометного обстрілу.

## Світлини

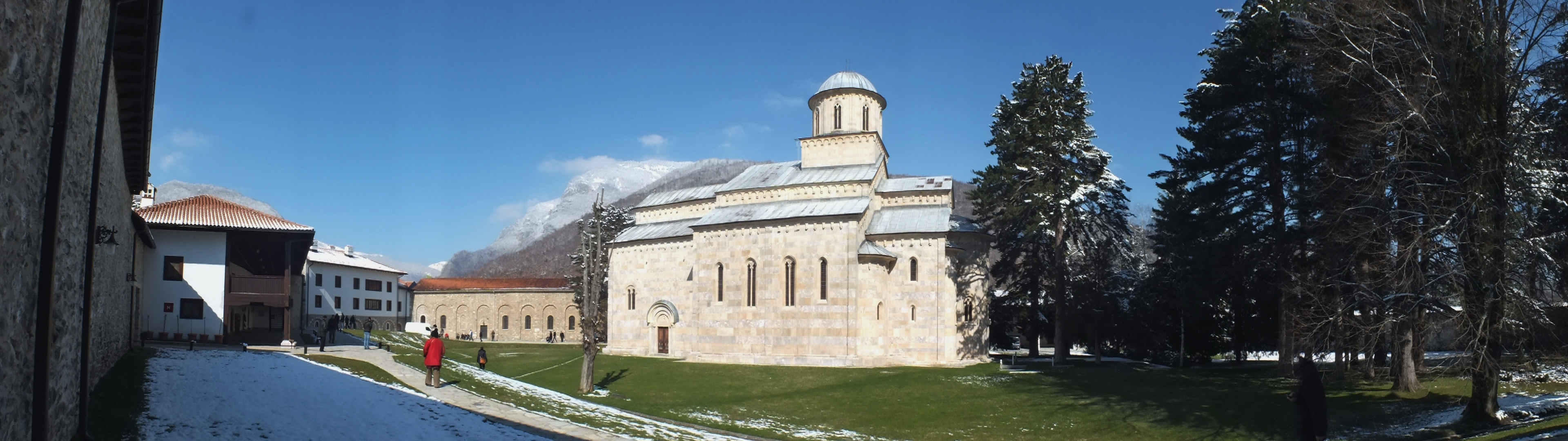